# Historia Vinlandiœ Antiquœ
Historia Vinlandiæ Antiquæ (Historia antigua de Vinlandia) es una obra histórica sobre Vinlandia, o el territorio que los escandinavos identificaban como América septentrional. Fue escrita en latín y publicada en 1707 y cuya autoría se atribuye el historiador islandés Thormodus Torfæus. Es un libro muy raro y muy buscado desde el principio, fue una obra muy popular ya que el autor se consideraba una muy respetada autoridad en su tiempo.